# Balli Kombëtar
Balli Kombëtar je bila albanska nacionalistična in protikomunistična organizacija, ustanovljena leta 1939. Med drugo svetovno vojno so člani te organizacije delovali kot odporniki proti italijanskim in nemškim okupacijskim silam v Albaniji. Kljub temu pa so balisti, kot so jih ljudsko imenovali, sodelovali z okupacijskimi silami sil osi na ozemlju Grčije in Jugoslavije.
Politični program organizacije je imel za cilj združitev Albancev iz Albanije, južne Črne gore, južne Makedonije, Kosova, zahodne Makedonije in Epira v državno tvorbo, poimenovano Velika Albanija. Leta 1943 je albanska komunistična partija napovedala vojno Balli Kombëtarju. Po zmagi komunističnih sil so pripadnike gibanja pozaprli, jih veliko pobili ali izgnali (največ v Evropo in ZDA).